# Одеса (назва)
Одеса — назва міста на теренах України, точне походження цієї назви не відомо. Уперше назва Одеса з'явилася 10 (21) січня 1795 року, без пояснення її походження.
Версії походження назви Одеса:
- Згідно з найімовірнішою версії, назва міста походить від назви давньогрецької колонії Одессос. У ті часи невідомо було, де вона точно знаходилась, хоча існувала версія, що вона знаходилася на території Одеси. Нині встановлено, що ця колонія знаходиться на місці сучасного міста Варна[2]. Наприкінці XVIII століття існувала традиція називати міста грецькими іменами (наприклад, Ольвіополь, Севастополь, Сімферополь, Тирасполь тощо)[3].
- Згідно з іншою версію назва міста походить від дещо зміненої турецької назви географічного регіону Едисан (Єдісан) де знаходилася Одеса[4]. У підтвердження цієї версії можна навести той факт, що один із засновників і перший архітектор Одеси Де-Волан 1792 році написав фундаментальну наукову працю «Опис землі Едисан». Ця праця набула популярності й активно використовувалась у проєктуванні міста і його фортифікаційних укріплень[5]. На підтвердження цієї версії можна привести слова козацької пісні «Ой, у 1791 році» (в одному з народних варіантів її виконання), які звучать як «Прощавайте ся з нами, Тавріє, море й лимани. Гей, Одесанський Кочубей»[6]. Кочубей (Кочубіїв) це одна з назв турецько-татарського поселення що існувало на території Одеси. Саме на основі міста Кочубей (Хаджибей) було створено місто Одеса. Тут красномовно звучить прикметник Одесанський, що вказує на назву території де знаходиться місто. Запорізькі козаки брали активну участь у заснуванні Одеси. Скоріш усього прикметник Одесанський було додано для попередження плутанини значення цього рядка з козацьким прізвищем Кочубей. Турецькою мовою назва Едисан пишеться як Yedisan і означає «сім імен» або «сім частин». На думку дослідників, цю назву турки дали цьому географічному регіонові через сім етнічних груп, що населяли цю землю. Дана територія мала строкатий національний склад мешканців[7].
- Існує легенда що результатом дебатів Катерини II з придворними про відсутність прісної води поблизу від обраного для будівництва міста місця, назвою міста волею імператриці Катерини II став прочитаний навпаки в російській транскрипції французький вислів «assez d'eau» («Асседо» — води достатньо)[8].